# Laubhaimer Ferenc
Laubhaimer Ferenc (Pécs, 1833. július 18. – Pécs, 1888. március 25.) római katolikus pap, teológiai doktor, pécsi apát-kanonok.

## Élete
Iskoláit szülővárosában végezte; mint tanuló a pécsi növendékpapok közé vétetett fel. A négy évi teológia hallgatására a bécsi Pázmáneumba küldték; itt tanulmányait befejezvén, ugyanott a Szent Ágostonról nevezett felsőbb egyházi intézet tagja lett, ahonnét pár év mulva mint hittudományi doktor tért vissza egyházmegyéjébe és 1856-ban áldozópappá szentelték. A bécsi papnevelőintézet tanulmányi felügyelőjévé és helyettes tanárrá nevezték ki; 1858-ban a rendes teológiai tanárságot is elnyerte.
1860. október 5-től a pesti egyetem egyháztörténelmi tanszékére nevezték ki, ahol 1880. január 22-ig tanított, 1864-65-ben és 1868-69-ben a hittudományi kar dékánja, 1876-77-ben az egyetem rektora volt. 1871-ben egyházmegyéje az autonómiai kongresszusra képviselőnek választotta. 1878-ban ő felsége címzetes pécsi kanonokká nevezte ki. Időközben 1882-ben a boldogságos szűzről nevezett mogyoródi apát címmel tüntették ki. A székesegyházi plébánia kormányzását is teljesítette és a templomi szószéken is hirdette az Isten igéjét. A magyaron kívül, beszélt latinul, németül, franciául és olaszul. Végrendeleteiben az egyházi megyén kívül a pesti vakok, váci siketnémák intézete, a Szent István és Szent László Társulatok részesültek adományaiban.
Mutatványt közölt P. Felix párisi hitszónok beszédeiből a Családi Lapokban (1838. II. A házasság korunkban); a Religioban (1874. I. A communio története); a Magyar Államnak munkatársa volt; beszédei a budapesti Actákban (1864. Beszéd az 1864-65. tanszaknak a m. kir. egyetemnél okt. 15. történt ünnepélyes megnyitásakor, 1869. Beszéd, melyet az 1868-1869. tanszaknak a m. kir. egyetemnél okt. 5. történt ünnepélyes megnyitásakor mondott, 1876. A theologiai kérdésekhez különösen a czélratörekvésekről a természetben; Rektori székfoglaló és zárbeszéd).
Szerkesztette az Egyetemes magyar encyclopaedia VIII. kötetét (Pest, 1870. Érczhegység czikktől Görög nyelvig); több cikket is írt e vállalatba.